# Friedrich Bollinger
Pour les articles homonymes, voir Bollinger.
Friedrich J. Bollinger, appelé parfois Fritz Bollinger (né le 2 août 1885 à Bâle et mort le 6 août 1945), est un joueur de football suisse, qui jouait en tant que défenseur.

## Biographie
Friedrich Bollinger le Bâlois commence par jouer au football dans un des clubs de sa ville natale des Old Boys Bâle.
Il part ensuite travailler dans le nord de l'Italie, dans la ville de Turin, ou beaucoup de compatriotes travaillaient déjà et pratiquaient le football. Il arrive en 1903 dans le club du Foot-Ball Club Juventus, puis y retourne en 1906. Il aura en tout joué près de huit matchs pour le club.
Le président du club était à l'époque un suisse, Alfred Dick, qui était également le dirigeant de l'usine de textile dans laquelle travaillait Bollinger. À la suite d'un différend avec le club, Dick dut quitter la Juve et fonda alors son propre club également situé dans la ville de Turin, le Foot-Ball Club Torino, et attira de nombreux joueurs de la Juve dans son nouveau club, dont notamment Friedrich Bollinger.
Il fut ensuite capitaine de l'équipe du Torino, composée pour près de la moitié de joueurs suisses ou germanophones, jusqu'à son départ du club à la fin de la saison 1913-1914.
Il semblerait selon certaines sources qu'il soit mort par suicide.

## Palmarès
Juventus
- Championnat d'Italie :
  - Vice-champion : 1903 et 1906.